# Kluczbork

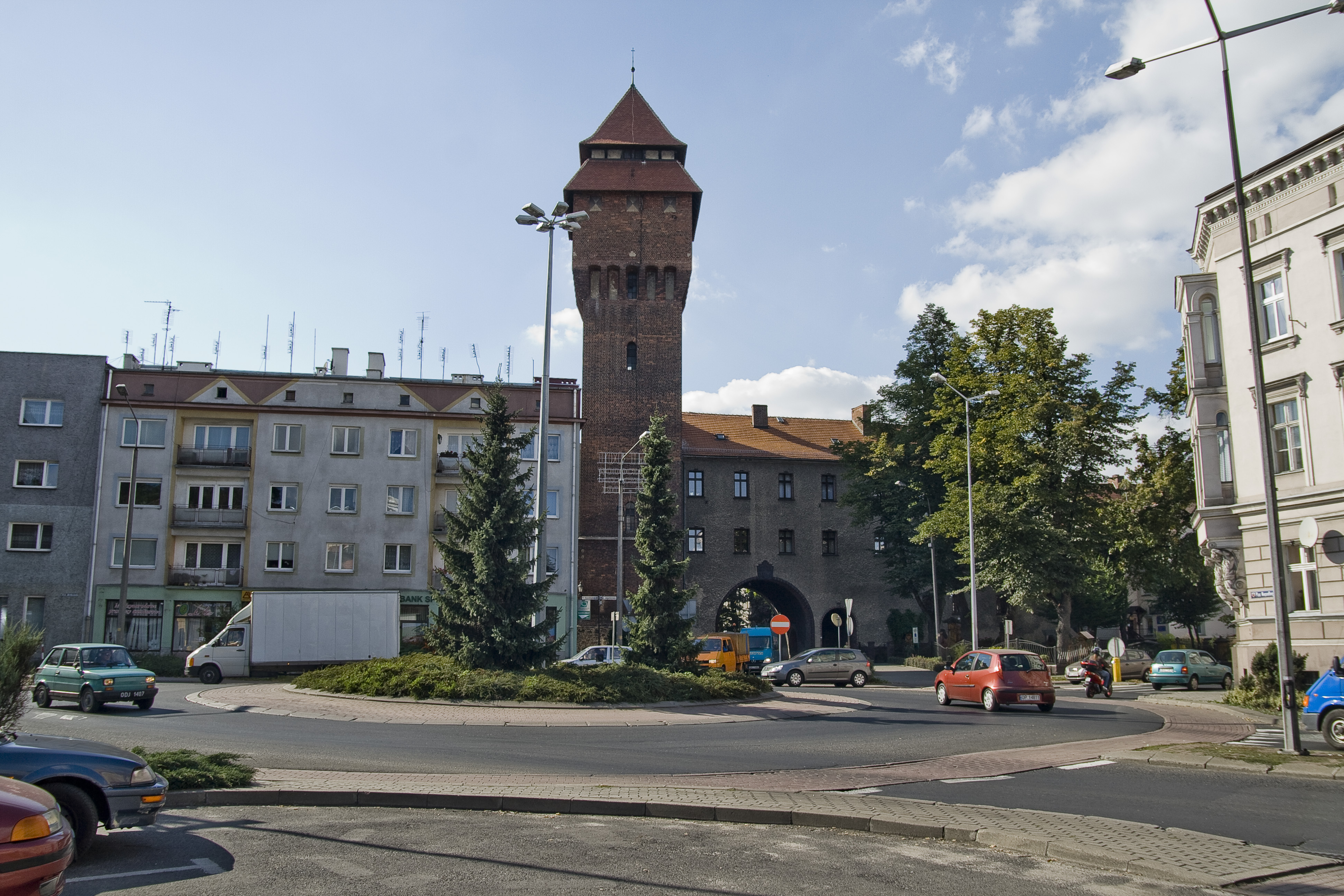
Zámecká věž – vodojem

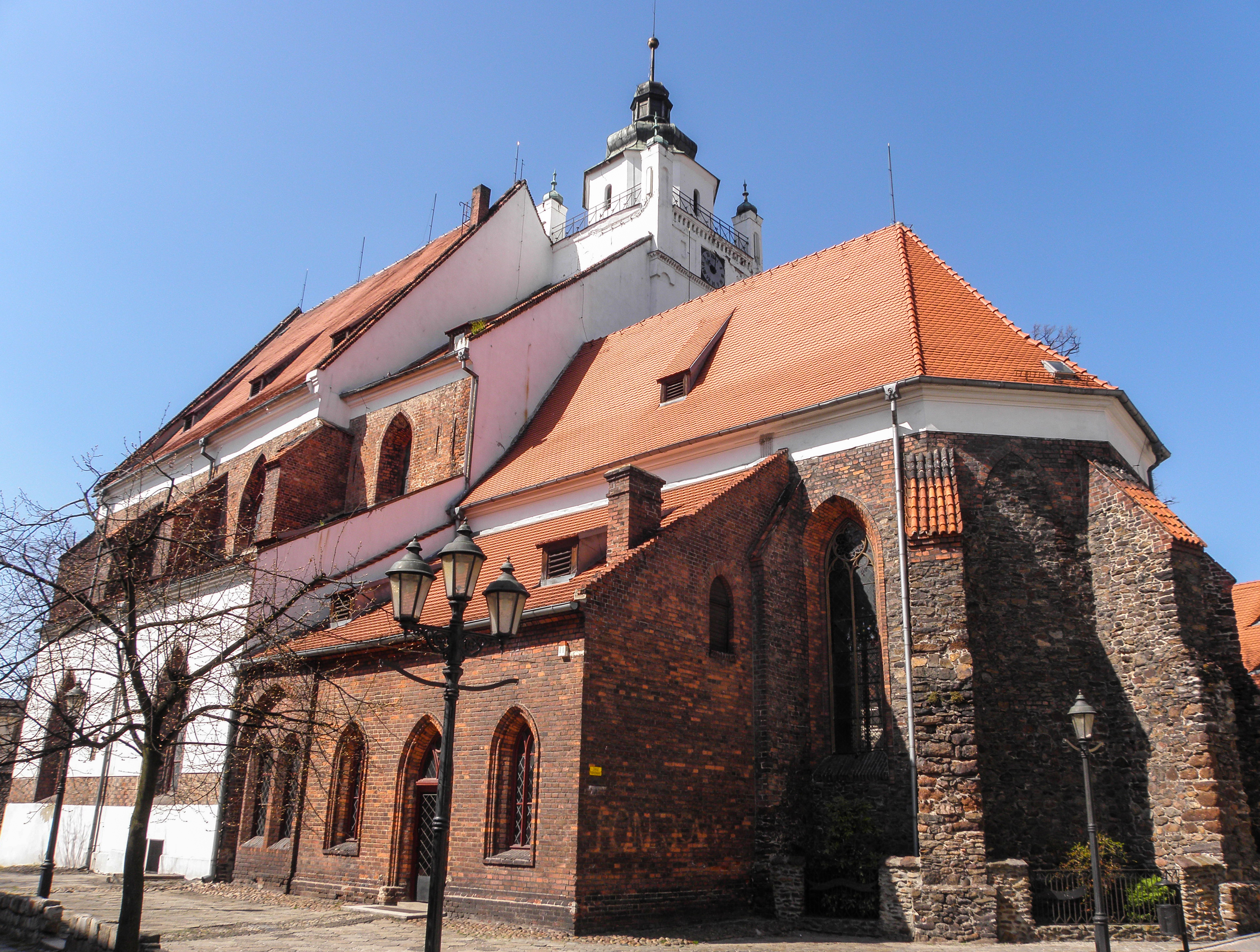
Evangelický kostel Krista Spasitele

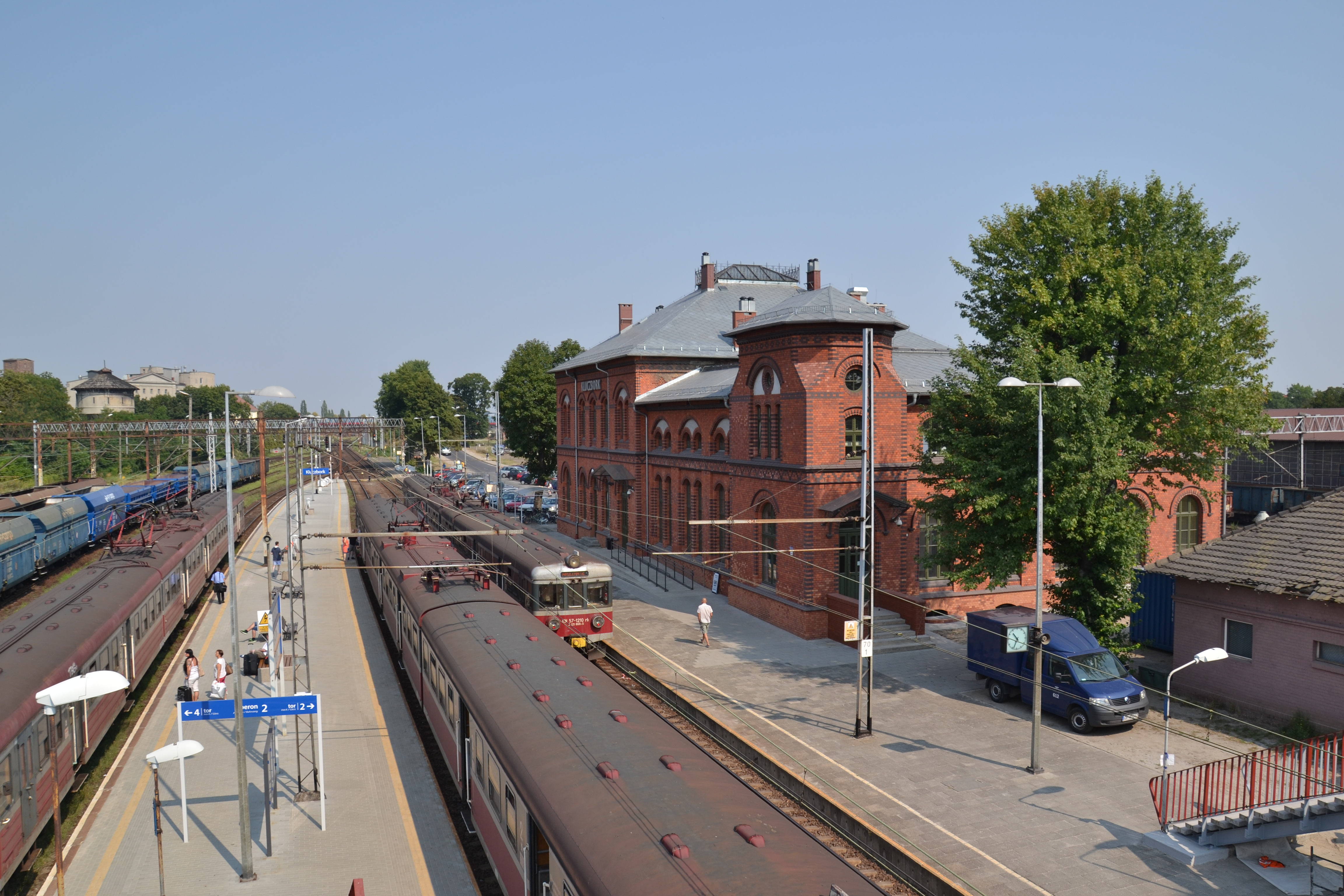
Vlakové nádraží

Kluczbork (slezsky a polsky historicky Kluczborek, německy Kreuzburg) je město v jižním Polsku v Opolském vojvodství, sídlo okresu Kluczbork. Leží v severní části Horního Slezska na řece Stobravě. V roce 2024 mělo 22 033 obyvatel.

## Dějiny
Počátky města jsou spojeny s klášterem řádu křižovníků s červenou hvězdou. Dnešní polský název Kluczbork vznikl zkomolením původního německého Kreuzburg – „křížový hrad“. Magdeburská městská práva mu udělil 26. února 1253 vratislavský kníže Jindřich III. Bílý.
Ve středověku měnil Kluczbork mnohokrát svou územní příslušnost v rámci Dolního Slezska. Do roku 1293 patřil Vratislavsku, později Hlohovsku, Olešnicku, Lehnicku a dalším feudálním útvarům. Nejdéle byl přitom součástí Břežského knížectví, kde piastovská dynastie vládla nejdéle ze všech slezských panství – až po smrti Jiřího Viléma, posledního Piastovce vůbec, v roce 1675 připadlo jako odúmrť přímo českým králům.
Po první slezské válce v roce 1742 připadl Kluczbork Prusku. Stal se okresním městem provincie Slezsko zpočátku ve vratislavském departementu a po správní reformě v roce 1815 ve vládním obvodu Opolí. Od té doby bylo původně dolnoslezské sídlo politicky spojeno s Horním Slezskem a dnes se vnímá jako hornoslezské.
V druhé polovině 19. století se město stalo železničním uzlem, což přispělo k rozvoji průmyslu. Vznikly mj. strojírenské závody, na něž po druhé světové válce navázal podnik FAMAK (Fabryka Maszyn Kluczbork).
Podle pruského sčítání lidu z roku 1910 byla mateřským jazykem pro 88 % obyvatel němčina a pro 7,2 % „vasrpolština“. Z náboženského hlediska převažovali s náskokem luteráni. V hornoslezském plebiscitu po první světové válce se 96,1 % hlasujících vyslovilo pro setrvání v Německu.
Po druhé světové válce byl Kluczbork spolu s většinou Slezska připojen k socialistickému Polsku. Část německých autochtonů byla odsunuta, nicméně ještě v roce 2002 se 9,98 % obyvatel gminy Kluczbork hlásilo k německé národnosti a ve městě jsou aktivní organizace německé menšiny.

## Pamětihodnosti
- evangelický kostel Krista Spasitele – gotický, původně hlavní katolický farní kostel, od roku 1527 protestantský, interiér převážně z 18. století;
- katolický kostel Panny Marie Pomocné – novogotický z roku 1913;
- radnice – postavená v barokním stylu uprostřed náměstí v letech 1738–1741, přestavěná po požáru v roce 1925, kdy vyhořel též špalíček budov zvaný Dvanáct apoštolů;
- pozůstatky hradeb v jižní části historického jádra;
- Muzeum Johanna Dzierzona – městské muzeum umístěné do budovy bývalého zámku přestavěného v 19. století a v letech 1931–1932 pro administrativní účely; dokumentuje dějiny města a také odkaz Johanna Dzierzona, „otce moderního včelařství“, který pocházel z nedaleké obce Łowkowice;
- vodojem – někdejší zámecká věž přestavěná roku 1907 na vodojem;
- domy a veřejné stavby z 19. století, např. budova gymnázia (1876), Krugova vila (1892) či alžbětinský klášter (1903);

## Doprava
Kluczbork je důležitým železničním uzlem. Protínají se zde tratě ze směru Lubliniec/Katovice, Opolí, Olešnice/Vratislav a Ostrów Wielkopolski/Poznaň. Regionální vlaky spojují město s Vratislaví, Opolím, katovickou konurbací a jižním Velkopolskem. Také zde zastavují dálkové rychlíky mj. do Štětína, Krakova, Zakopaného a dalších destinací. V minulosti též existovala trať ve směru Fosowskie, na níž byl provoz zastaven v roce 2004.
Městem prochází státní silnice č. 11 spojující katovickou konurbací s Poznaní a Kolobřehem, č. 45, jež vede od českých hranic u Bohumína směrem k Lodži, a č. 42 Namysłów – Starachowice. Jejich společným úsekem je obchvat Kluczborku dokončený v roce 2020.  
Autobusovou dopravu zajišťuje dopravní podnik PKS Kluczbork a minibusový dopravce LUZ.

## Osobnosti
- Samuel Crellius (1660–1747) – protestantský (polskobraterský) filozof a teolog;
- Kurt Daluege (1897–1946) – nacistický zločinec, zastupující říšský protektor v Čechách a na Moravě v letech 1942–1943;
- Johann Dzierzon (1811–1906) – katolický kněz, objevitel partenogeneze u včel, „otec moderního včelařství“, pocházel z obce Łowkowice u Kluczborku;
- Gustav Freytag (1816–1895) – německý spisovatel, novinář a literární teoretik;

## Partnerská města
- Bad Dürkheim (Německo, Porýní-Falc)
- Berežany (Ukrajina, Ternopilská oblast)
- Dzierżoniów (Polsko, Dolnoslezské vojvodství)
- Wells (Spojené království, hrabství Somerset)